# War Machine
War Machine é um filme de guerra satírico de 2017, dirigido e escrito por David Michôd, baseado no livro de não-ficção The Operators: The Wild and Terrifying Inside Story of America's War in Afghanistan de Michael Hastings. É uma versão ficcional dos acontecimentos baseados no livro sobre o general do Exército dos Estados Unidos, Stanley McChrystal.
O filme foi protagonizado por Brad Pitt, Anthony Michael Hall, Anthony Hayes, Topher Grace, Will Poulter, Tilda Swinton e Ben Kingsley. O filme foi lançado pela Netflix em 26 de maio de 2017.

## Resumo
O general de quatro estrelas Glen McMahon (Brad Pitt) é enviado para o Afeganistão para trazer um fim à guerra, mas encontra-se sobre ataque inimigo.

## Elenco
- Brad Pitt - como General Glen McMahon,[8] personagem baseado no General Stanley McChrystal. Ele é retratado como um general realizado com diplomas de West Point e Yale escalado para trazer uma resolução para o conflito no Afeganistão.
- Ben Kingsley - como Presidente Hamid Karzai, O ex-presidente do Afeganistão[9]
- Anthony Hayes - como o tenente-comandante Pete Duckman, um Navy SEALs e membro da equipe de McMahon.
- Emory Cohen - como Sgt. Willie Dunne, um dos membros da equipe do general McMahon.
- RJ Cyler - como Tet Sgt. Andy Moon, um aviador da USAF e membro da equipe da McMahon que fornece suporte técnico.
- Daniel Betts -  como contra-almirante Simon Ball, oficial dos navios dos EUA e diretor de assuntos públicos sênior de McMahon.
- Topher Grace - como Matt Little, assessor de imprensa civil da McMahon.
- Anthony Michael Hall - como o major-geral Greg Pulver.
- John Magaro - como o coronel Cory Staggart, um ranger do exército e oficial executivo do general McMahon.
- Aymen Hamdouchi - como Bari Basim, um soldado afegão que se torna o assistente de campo do general McMahon.
- Scoot McNairy - como Sean Cullen, um jornalista cínico da Rolling Stone, que acompanha McMahon e sua equipe e atua como narrador durante todo o filme, vagamente baseado no autor Michael Hastings.
- Will Poulter - como sargento Ricky Ortega, líder do esquadrão de infantaria do Corpo de Fuzileiro Naval.
- Lakeith Stanfield - como cabo Billy Cole, um fuzileiro desiludido e membro do esquadrão de Ortega.
- Alan Ruck - como Pat McKinnon, embaixador dos Estados Unidos no Afeganistão.
- Meg Tilly - como Jeanie McMahon, a esposa de Glen.
- Griffin Dunne - como Ray Canucci.
- Josh Stewart - como o capitão Dick North, um oficial do Corpo de Fuzileiro Navais.
- Tilda Swinton - como uma política alemã.
- Georgina Rylance - como Lydia Cunningham.
- Russell Crowe[10] - como o general Bob White (não creditado), um oficial do exército dos EUA, semelhante à David Petraeus.
- Reggie Brown - como o presidente Barack Obama.
- Brendan Lawson -  como um policial.

## Produção
Em 27 de abril de 2012, foi anunciado que a New Regency e a Plan B Entertainment adquirira os direitos de adaptação para o cinema do best-seller de não-ficção The Operators, de Michael Hastings. Em 14 de abril de 2014, David Michôd foi contratado para escrever e dirigir o filme baseado na guerra no Afeganistão. Brad Pitt se juntou para estrelar como o general Stanley McChrystal e para produzir o filme junto com os seus parceiros da Plan B Dede Gardner e Jeremy Kleiner, enquanto o filme seria financiado pela New Regency e RatPac Entertainment.
Em 8 de junho de 2015, a Netflix adquiriu os direitos de distribuição do filme, que foi reintitulado como War Machine, enquanto Ian Bryce também se juntou para produzir o filme. No dia 17 de junho, o The Hollywood Reporter revelou que tinha havido um problema de orçamento entre a New Regency e a RatPac com os produtores da Plan B e, assim, a Netflix tomou a frente e comprou os direitos de distribuição por 60 milhões de dólares.
Em 4 de agosto de 2015, Emory Cohen foi escalada para interpretar um dos membros do pelotão do general McChrystal. Em 10 de agosto de 2015, Topher Grace se juntou ao filme para atuar como o assessor de imprensa civil do general Stanley McChrystal. No dia 11 de agosto de 2015, John Magaro assinou contrato para atuar como Cory Burger, um soldado de operações especiais e assessor próximo do general McMahon. Em 14 de agosto de 2015, Scoot McNairy se juntou ao elenco do filme. Em 19 de agosto de 2015, Anthony Michael Hall foi adicionado ao elenco para atuar como General Hank Pulver, vagamente baseado no general Mike Flynn. Em 20 de agosto de 2015, Keith Stanfield assinou contrato para atuar no filme. No mesmo dia, Will Poulter também se juntou ao elenco para um papel indeterminado. No dia 25 de agosto, Anthony Hayes se juntou ao elenco. No dia 23 de outubro, a TheWrap revelou que RJ Cyler  também se juntou à equipe. Mais tarde, foi relatado que Ben Kingsley e Tilda Swinton também fariam parte do elenco.

### Filmagens
A filmagem principal começou em meados de outubro de 2015, em Londres. Posteriormente, no dia 19 de outubro, as filmagens começaram em Abu Dhabi; a cidade foi transformada em Cabul, as ruas em uma fortaleza militar, uma construção antiga como a embaixada americana em Cabul e uma rua como uma passagem de fronteira palestina. Filmagens também ocorreram no Aeroporto Internacional de Abu Dhabi, em novembro. Algumas cenas também foram filmadas no Aeródromo Dunsfold, em Surrey, Inglaterra. Em meados de novembro de 2015, enquanto as cenas finais estavam sendo gravadas, os atores foram vistos filmando em Ras al-Khaimah e um bairro antigo da cidade foi transformado em aldeias paquistaneses, além de uma base de campo militar.

## Lançamento
O filme foi lançado pela Netflix em 26 de Maio de 2017.

### Marketing
Brad Pitt visitou Mumbai para promover o filme e participou de uma sessão especial em um dos principais cinemas da cidade em 24 de Maio de 2017.

### Crítica
No site agregador de resenhas críticas Rotten Tomatoes, o filme tem um índice de aprovação de 48%, com base em 92 comentários, e uma avaliação média de 5.64/10. O consenso crítico do site diz: "A execução desigual de War Machine não deixa que a sua história baseada em fatos atinja seu objetivo, mas essas falhas são freqüentemente compensadas pela inteligência afiada e atuação sólida." No Metacritic, que atribui uma classificação média entre a crítica, o filme tem 56 de 100 pontos, com base em 30 análises, indicando "críticas mistas ou razoáveis".